# Grote Prijs Jef Scherens 1969
Il Grote Prijs Jef Scherens 1969, quarta edizione della corsa, si svolse l'8 settembre 1969 su un percorso di 90 km, con partenza e arrivo a Lovanio. Fu vinto dal belga Frans Verbeeck della Okay Whisky-Diamant-Geens davanti ai suoi connazionali Roger De Vlaeminck e Roger Kindt.

## Ordine d'arrivo (Top 10)
| Pos. | Corridore          | Squadra                   | Tempo    |
| ---- | ------------------ | ------------------------- | -------- |
| 1    | Frans Verbeeck     | Okay Whisky-Diamant-Geens | 2h24'00" |
| 2    | Roger De Vlaeminck | Flandria-De Clercq-Kruger |          |
| 3    | Roger Kindt        | Ferretti                  |          |
| 4    | Roger Jochmans     | Geens-Diamant             |          |
| 5    | Rik Van Looy       | Willem II-Gazelle         |          |
| 6    | Julien Van Lint    | Ferretti                  |          |
| 7    | Freddy Nijs        |                           |          |
| 8    | Jos Huysmans       | Mann-Grundig              |          |
| 9    | Andre Van Winkel   | Geens-Diamant             |          |
| 10   | Jan Van Nueten     | Willem II-Gazelle         |          |